# Carlo Ciampolini
Carlo Ciampolini (Rapolano Terme, 26 settembre 1888 – Siena, 21 luglio 1986) è stato un politico, avvocato e letterato italiano.

## Biografia
Insegnante di diritto, fu commissario prefettizio e primo sindaco di Siena dopo la liberazione, dal 1944 al 1946, nominato dal Comitato di liberazione nazionale.
Fu autore di varie pubblicazioni, soprattutto nel campo del diritto.